# Собор Святого Йосафата
Собор Святого Йосафата — український католицький собор в місті Едмонтон, Альберта, Канада. Собор є резиденцією Єпархії Едмонтона, і входить в єпархію греко-католицької Української Церкви закордоном. Собор був побудований у 1947 році архітектором Філіппом Ру.

## Історія

Фотографія будівництва собору Святого Йосафата

Єпархія Святого Йосафата була заснована в 1904 році як ініціатива української діаспори та католицької ієрархії Західної Канади.
Перша офіційна українська літургія в Едмонтоні була здійснена 9 листопада 1902 року в церкві Святого Йоахіма, керованої французькими облатами. Українці продовжували використовувати цю церкву, виділяючи час для української літургії щонеділі та у святкові дні. Протягом більшої частини свого першого року в Канаді батьки Едмонтонської церкви жили разом з облатами.
Через місяць після прибуття українських місіонерів єпископ Легал придбав в Едмонтоні землю для будівництва української церкви. Священники Філас і Дидик вирішили продовжити будівництво церкви на цій ділянці. На гроші, позичені у французького єпископа і інших священників, вони побудували церкву довжиною 18 с половиной метров і шириною 12 метров. Екстер'єр був побудований в 1904 році й обійшовся у 2500 доларів.
Благословення Едмонтонської церкви відбулося в неділю 27 листопада 1904 року — у свято Святого Йосафата. На свято з'їхалося велика кількість українців з усіх околиць. Багато англійців та французів також були присутні на благословенні церкви.
Хоча церква була закінчена зовні, інтер'єр все ще потребував допрацювання. Взимку в церкві не можна було проводити служби через сильний холод. Оскільки на покупку печі або вугілля не було грошей, люди допомагали доставляти вугілля з берегів річки Саскачеван. А місцевий торговець лісоматеріалами, надавав багато матеріалів для внутрішньої обробки церкви. 7 квітня 1906 року інтер'єр церкви був завершений.
В 1913 році церква була значно розширена — у два рази в порівнянні з початковим розміром. Розширення обійшлася в 3500 доларів.
З кожним роком в Едмонд прибувало все більше і більше українців і 30 листопада 1916 року відбувся перший з'їзд українських католиків в провінції Альберта.
У 1938 році, в 950-ту річницю Українського християнства була запропонована ідея і план будівництва нової монументальної церкви в Едмонтоні. Українська католицька церква св. Йосафата в Едмонтоні була спроєктована архітектором Філіппом Ру.
Будівництво нової церкви почалося в 1939 році у будівлі першої церкви. Закладення наріжного каменю нової церкви відбулося 1 жовтня 1939 року. У церемонії взяв участь єпископ Ладика. Благословення хрестів на куполах сталося 21 жовтня 1941 року.
Урочисте освячення церкви відбулося в 1947 році. А статус собору церква Святого Йосафата здобула 3 травня 1948 року. У цей день була утворена українська Едмонтонська єпархія. Єпископ Ніл був призначений єпископом церкви 13 квітня того ж року.
У 1949 році Юліан Буцманюк почав займатися розробленням планів з прикраси собору. Як тільки плани були створені, почалася робота по розпису собору. Художники використовували яєчні темперні фарби, які готували самі, змішуючи фарбу в великих відрах. Фарба складалася з порошкових пігментів, змішаних з водою, молоком і яйцями. Робота була завершена за 5 років. Але роботи по прикрасі храму ще тривали.
У 1959, прихід придбав прикрашені люстра і світильники, був встановлений новий квадратний вівтар з чорного мармуру, були придбані убирання для столів, стільці у святилище і новий килим.
У 1960 році прихід побудував великий металевий паркан навколо церковної території, нові терасові сходи для собору, а також нові тротуари навколо нього і нову покриту асфальтом стоянку. Прихід також побудував нову простору парафіяльну церкву і перефарбував будівлю собору. 23 лютого 1964 року відбулося освячення нового приходу. У тому ж році Букманюк розробив і намалював іконостас для собору.
6 квітня 1997 року преподобний Лоуренс Хукулак був призначений єпископом Едмонтонської єпархії.
А в 1999 році преподобний Михайло Планчак став пастором собору.

## Архітектура
Собор нині має сім восьмикутних мідних куполів, кожен з яких увінчаний хрестом, що символізує сім церковних таїнств. Стіни зроблені з червоної цегли, з пілястрами з більш темної цегли й орнаментальними хрестами з жовтої цегли у верхніх секціях.